# ATC代码 (A14)
ATC代码A14（系统用药的同化剂）是解剖学治疗学及化学分类系统的一个药物分组，这是由世界卫生组织药物统计方法整合中心所制定的药品及其它医用产品的官方分类系统。分组A14是A消化系统和代谢系统的一部分。
兽用代码（ATCvet码）可以在人用ATC代码前加Q字母：QA14等。
国家ATC分类可能包括列表中没有的其它分类，列表为世界卫生组织（WHO）版本。

## A14A 同化甾体激素类Anabolic steroids

### A14AA 雄甾烷衍生物（Androstan derivatives）
A14AA01 雄诺龙（Androstanolone）
A14AA02 司坦唑醇（Stanozolol）
A14AA03 美雄酮（Metandienone）
A14AA04 美替诺龙（Metenolone）
A14AA05 羟甲烯龙（Oxymetholone）
A14AA06 奎勃龙（Quinbolone）
A14AA07 普拉睾酮（Prasterone）
A14AA08 氧雄龙（Oxandrolone）
A14AA09 诺乙雄龙（Norethandrolone）

### A14AB 其它同化剂（Estren derivatives）
A14AB01 诺龙（Nandrolone）
A14AB02 乙雌烯醇（Ethylestrenol）
A14AB03 环戊丙羟勃龙（Oxabolone cipionate）

## A14B 其它同化剂（Other anabolic agents）
空组